# Pitcairnia maritima
Pitcairnia maritima är en gräsväxtart som beskrevs av Lyman Bradford Smith. Pitcairnia maritima ingår i släktet Pitcairnia och familjen Bromeliaceae. Inga underarter finns listade i Catalogue of Life.